# Rune Wikström
Rune Wikström, född 2 juni 1941 i Möja församling i Stockholms län, är en svensk politiker (moderat). Han var riksdagsledamot 2006–2014 (ordinarie ledamot under perioden förutom 2010–2012, då han var statsrådsersättare), invald för Stockholms läns valkrets.
I riksdagen var han ledamot i miljö- och jordbruksutskottet 2007–2014 (dessförinnan suppleant i utskottet från 2006).
Wikström är yrkesfiskare och tillsammans med sin fru och familj driver han en fiskerestaurang på Möja i Stockholms skärgård. Under lång tid har Wikström drivit frågor om skatter på boendet samt miljön i skärgården, vilket han har fortsatt med som riksdagsledamot.[källa behövs]

## Andra uppdrag
- Ordförande i Stockholms läns fiskareförbund
- Ledamot i Eldrimners ledningsgrupp
- Ersättare i föreningen Öppen skärgård
- Ordförande i AB Wikströms fisk